# Partido Laborista Federal de las Islas Occidentales
El Partido Laborista Federal de las Islas Occidentales que un partido político en Granada. Participó en las elecciones generales de Granada de 1957, pero solo recibió 246 votos y no obtuvo ningún escaño. No participó en elecciones posteriores.